# Natalja Żukowa (siatkarka)
Natalja Żukowa (ur. 29 marca 1980 w Ałmaty) – kazachska siatkarka, grająca jako środkowa. Olimpijka z Pekinu.

## Sukcesy klubowe
Puchar Kazachstanu:
- 2000/01

## Sukcesy reprezentacyjne
Mistrzostwa Azji:
- 2005

Igrzyska Azjatyckie:
- 2010